# Чорна металургія Оману
Чорна металургія Оману — одна з галузей обробної промисловості Оману. За виробництвом сталі (2 млн т, 2019 рік, оцінка) Оман посідає 45 місце у світі. В галузі впроваджено технологію безпосереднього одержання заліза, продукти якої переплавляються у електродугових печах для одержання сталі.:2 Сталь в Омані виплавляється лише у електродугових печах.:4 Велика частка виробленого в країні металопрокату вирушає на експорт (1980 тис. т у 2019 році).:10 В той же час Оман імпортує до 1380 тис. т прокату на рік.:13

## Історія
У 2006 році у місті Сухар на території промислового порту розпочалося будівництво першого в Омані металургійного заводу повного циклу. Перша черга включала в себе будівництво цеху з виробництва безпосередньо відновленого заліза — гарячобрикетованого заліза продуктивністю 1,5 млн т на рік. Друга черга включала в себе будівництво сталеплавильного цеху продуктивністю 1,1 млн т заготівки на рік. Третя черга передбачала введення в дію потужностей для виробництва безшовних труб, сортового прокату і прута. Будівництво провадила компанія Shadeed Iron and Steel L.L.C., дочірня компанія холдінгу «Аль-Гаіт» (Al-Ghaith Holding PJSC) з ОАЕ.
У травні 2008 року уряд Оману підписав угоду з бразильською компанією Companhia Vale do Rio Doce на будівництво на території Сухарського промислового порту двох фабрик з виробництва залізорудних котунів продуктивністю 4,5 млн т на рік з можливісттю збільшення продуктивності в майбутньому до 18 млн т на рік. Будівництво вартісттю 1,3 млрд доларів США розпочалося у грудні 2008 року і мало тривати 2 роки. Вся залізна руда для фабрики планувалося надходитиме з Бразилії.
У грудні 2008 року холдингом Gulf United Steel Holding Co. з Бахрейну і японською JFE Steel Corp. також було утворено спільну компанію для будівництва нової фабрики з виробництва котунів у місті Салала продуктивністтю 7 млн т котунів на рік. JFE мала вивозити половину котунів протягом 20 років, а реша мала експортуватися в інші місця.

## Статистичні дані
| Рік                              | 2011  | 2012  | 2015  | 2018 | 2019  | 2020 |
| -------------------------------- | ----- | ----- | ----- | ---- | ----- | ---- |
| Сталь                            | 0,2   | 0,3   | 2     | 2    | 2     |      |
| Залізо безпосереднього одержання | 1,242 | 1,520 | 1,509 | 1,5  | 1,750 |      |
| Готовий прокат                   |       |       |       |      |       |      |

## Металургійні підприємства

### Металургійний завод Шадід
24°30′10.9″ пн. ш. 56°36′00.7″ сх. д. / 24.503028° пн. ш. 56.600194° сх. д.
Металургійний завод Шадід, або «Джіндал-Шадід», (англ. Jindal Shadeed Iron and Steel plant) розташований на півночі міста Сухар на березі Оманської затоки Аравійського моря. Займає площу 120 га. Знаходиться під управлінням індійської компанії «Jindal Steel and Power Ltd.». Це завод повного металургійного циклу. В складі заводу є цех з виготовлення безпосередньо відновленного заліза з установкою «Мідрекс» виробництва компанії «Midrex Technologies» (США) потужністтю 1,5 млн т заліза на рік, сталеплавильний цех і прокатні цехи. У грудні 2010 року у цеху безпосереднього відновлення заліза введено в дію установку з виготовлення гарячобрикетованого заліза потужністю 400 тис. т на рік. Цех має 4 брекетуючих машини і оснащений унікальним обладнанням для подачі гарячого відновленного заліза у електродугову піч сталеплавильного цеху. Сталеплавильний цех устаткований 200-тоною електродуговою піччю для виплавки сталі з заліза безпосереднього відновлення, 200-тоною піч-ковшом і вакуумним дегазатором, 8-струменевою утсновкою безперервного розливання сталі для лиття круглої і квадратної сталевої заготівки і блюмів. Прокатний цех має потужність 1,5 млн т прокату на рік, він виробляє переважно будівельну арматуру діаметром 8 — 40 мм.

## Виноски
1. ↑  2020 World Steel in Figures (PDF). www.worldsteel.org. World Steel Association. 2020. Архів оригіналу (PDF) за 16 грудня 2020. Процитовано 27 лютого 2021. (англ.)
2. 1 2 3 4 5 6 7 8 9 10 11 12 13 14  Steel Statistical Yearbook 2020 concise version (PDF). www.worldsteel.org. World Steel Association. 2020. Архів оригіналу (PDF) за 11 травня 2021. Процитовано 4 лютого 2021. (англ.)
3. 1 2 3  Iron and Steel. // Minerals Yearbook, 2008, V. 3, Area Reports, International, Africa and the Middle East. Government Printing Office. 2010. P. 52.2. (рос.)
4. 1 2 3 4  Company Profile. www.jindalshadeed.com. Jindal Shadeed Iron & Steel LLC. 2020. Процитовано 27 лютого 2021. (англ.)
5. ↑  The Mineral Industry of Oman. // Minerals Yearbook — V. 3, Area Reports: International Review: 2011, Africa and the Middle East. Geological Survey, Interior Department Government Printing Office. 2003. P. 54.3. ISBN 978 1 4113 3669 8 (англ.)